# Сецесија (право)
Сецесионизам (лат. secessio, од лат. secedere) — удаљити, одмаћи, одвојити.
Представља тежњу ка одвајању, отцепљењу; доктрина отцепљења као уставног права. У САД та доктрина и покрет су довели до отцепљења 11 савезних држава на Југу и стварања њихове конфедерације, а затим и до сецесионистичког рата 1861—1864, који је завршен победом северних држава.